# Taillecourt
Taillecourt ist eine französische Gemeinde mit 1.132 Einwohnern (Stand: 1. Januar 2022) im Département Doubs in der Region Bourgogne-Franche-Comté.

## Geographie
Taillecourt liegt auf 333 m, etwa vier Kilometer ostsüdöstlich der Stadt Montbéliard (Luftlinie). Das Dorf erstreckt sich im Becken von Montbéliard, leicht erhöht am Rand des Doubstals und der Talebene von Audincourt, am Nordrand der äußersten Ausläufer des Juras.
Die Fläche des 1,86 km² großen Gemeindegebiets umfasst einen Abschnitt des Beckens von Montbéliard am südlichen Rand der Burgundischen Pforte (Trouée de Belfort). Der westliche Teil des Gebietes wird von der Talebene von Audincourt eingenommen, die durchschnittlich auf 325 m liegt. Diese Talebene wird im Norden von einer Anhöhe begrenzt, welche die breiten Flusstäler von Doubs und Allan trennt. Nach Osten erstreckt sich das Gemeindeareal über einen sanft ansteigenden Hang bis auf die waldbedeckte Höhe des Grand Bois am Rand des Tafeljuras. Hier wird mit 391 m die höchste Erhebung von Taillecourt erreicht.
Nachbargemeinden von Taillecourt sind Étupes im Norden und Osten, Audincourt im Süden sowie Exincourt im Westen.

## Geschichte
Erstmals schriftlich erwähnt wird Taillecourt im Jahr 1145 in einer Urkunde des Erzbischofs Humbert von Besançon unter dem Namen Thallicort. Im Lauf der Zeit wandelte sich die Schreibweise über Tylcort (1150) und Tayllecourt (1223) zum heutigen Namen. Seit dem Mittelalter gehörte Taillecourt zum Herrschaftsgebiet der Grafen von Montbéliard. Mit der Annexion der Grafschaft Württemberg-Mömpelgard (Montbéliard) gelangte das Dorf 1793 endgültig in französische Hand. Im 19. Jahrhundert wurde hier Eisenerz abgebaut, das in den Eisenwerken von Audincourt verarbeitet wurde. Heute gehört Taillecourt zum Gemeindeverband Pays de Montbéliard Agglomération.

## Sehenswürdigkeiten
|  |

Zu den ältesten noch erhaltenen Bauwerken von Taillecourt gehört der ehemalige Bauernhof Ridet (vor 1840 erbaut), der sich heute im Besitz der Gemeinde befindet.

## Bevölkerung
| Jahr                       | 1962 | 1968 | 1975 | 1982 | 1990 | 1999 | 2004 | 2016 |
| Einwohner                  | 467  | 505  | 679  | 745  | 659  | 743  | 989  | 1108 |
| Quellen: Cassini und INSEE |      |      |      |      |      |      |      |      |

Mit 1132 Einwohnern (Stand 1. Januar 2022) gehört Taillecourt zu den kleinen Gemeinden des Départements Doubs. Während des 20. Jahrhunderts stieg die Einwohnerzahl bis 1982 kontinuierlich an (1901 wurden erst 162 Personen gezählt). Danach folgte bis 1990 ein Rückgang um 12 %. Seither wurde erneut ein deutliches Bevölkerungswachstum verzeichnet. Heute ist das Siedlungsgebiet von Taillecourt mit denjenigen von Exincourt und Audincourt beinahe lückenlos zusammengewachsen.

## Wirtschaft und Infrastruktur
Taillecourt war bis in die erste Hälfte des 20. Jahrhunderts hinein ein vorwiegend durch die Landwirtschaft (Ackerbau, Obstbau und Viehzucht) geprägtes Dorf. Daneben gibt es heute verschiedene Betriebe des lokalen Kleingewerbes. Mittlerweile hat sich das Dorf auch zu einer Wohngemeinde in der Agglomeration Montbéliard gewandelt. Viele Erwerbstätige sind deshalb Wegpendler, die in den benachbarten Ortschaften und Städten ihrer Arbeit nachgehen.
Die Ortschaft ist verkehrstechnisch gut erschlossen. Sie liegt an der Hauptstraße N437, die von Belfort via Sochaux nach Audincourt führt. Der nächste Anschluss an die Autobahn A36 befindet sich in einer Entfernung von ungefähr zwei Kilometern. Eine weitere Straßenverbindung besteht mit Étupes. Mit der Stadt Montbéliard und den umliegenden Gemeinden ist Taillecourt durch eine Buslinie verbunden.